# Adele in Munich
Adele in Munich foi a segunda residência de shows da cantora inglesa Adele. Realizada para divulgar seu álbum de 2021, 30, a série de apresentações aconteceu em 2024 em um local temporário instalado no centro de exposições Messe München, nos arredores de Munique, Alemanha. A iniciativa partiu do promotor Klaus Leutgeb, que apresentou ao agente de Adele uma proposta inicial para trazê-la ao país, contando ainda com o apoio de seu colega Marek Lieberberg. O conceito e o projeto do espaço temporário ao ar livre, criado para oferecer uma experiência imersiva ao público, ficaram a cargo de Florian Wieder.
A Adele Arena, uma sala de concertos com dimensões de estádio e layout em formato de anfiteatro, foi projetada exclusivamente para atender às exigências das apresentações da cantora. O palco contava com uma imensa tela de LED curva, avaliada em 40 milhões de euros, com 220 metros de comprimento e 4.159,7 metros quadrados de área — estrutura que permitia a Adele criar uma conexão ainda mais próxima com seu público. Essa instalação rendeu à artista um recorde mundial do Guinness como a maior tela de LED temporária para ambientes externos. O palco principal, com 250 toneladas de equipamentos, foi montado dentro da maior estrutura temporária já construída para uma arena ou estádio. A produção ainda incluía sistemas de áudio e iluminação personalizados para a Adele Arena, um poderoso conjunto pirotécnico feito sob medida e um amplo palco semicircular. Ao redor do estádio, o espaço conhecido como Adele World oferecia uma grande área de alimentação, atrações diversas, uma exposição de memorabilia pessoal da cantora e palcos para shows de abertura e sessões de karaokê noturno. O repertório típico das apresentações incluía 20 músicas, além de um interlúdio.
A residência de shows contou com dez apresentações, realizadas em duas datas semanais entre 2 e 31 de agosto de 2024. Apesar de alguns críticos se mostrarem surpresos com a grandiosidade da estrutura, o evento Adele in Munich foi amplamente aclamado. Ao longo do mês, Adele se apresentou para mais de 730.000 pessoas, estabelecendo o recorde de maior público total já registrado na Feira de Munique. As performances também alcançaram a maior audiência de uma residência fora de Las Vegas em dez datas consecutivas e quebraram o recorde de público da Billboard Boxscore para uma série de concertos. Segundo Peter Ackermann, do Neue Zürcher Zeitung, a artista arrecadou cerca de US$ 50 milhões. A presença do público movimentou mais de meio bilhão de euros, impulsionando o turismo e a economia de Munique e de toda a região. Críticos também ressaltaram o impacto do espaço temporário sob medida no "negócio da música" e na "indústria internacional".

## Estrutura
A residência de shows da cantora britânica ocorreu em um espaço totalmente construído para este fim, denominado como Adele Word. O local foi um espaço temático criado para proporcionar uma experiência imersiva aos fãs da cantora britânica Adele, indo além dos tradicionais shows. Durante sua residência de 10 apresentações em Munique, em agosto de 2024, foi construído um parque temático ao ar livre ao lado da arena especialmente projetada para os concertos. Este espaço, acessível a todos os portadores de ingressos, funcionava das 15h30 até a meia-noite e oferecia diversas atrações inspiradas no universo da artista.
Entre as principais atrações estavam o "I Drink Wine"-Bar, inspirado na música homônima de Adele, um autêntico pub inglês, mercados de produtores locais (farmers markets) e um típico biergarten bávaro com entretenimento ao vivo. Para completar a atmosfera festiva, o espaço ainda contava com um carrossel histórico e uma roda-gigante. Além das atrações do parque, a produção dos shows foi notável pela grandiosidade tecnológica. A arena contava com um dos maiores telões de LED contínuos ao ar livre do mundo, com 4.160 metros quadrados, proporcionando uma experiência visual impressionante para os mais de 730.000 fãs que compareceram aos concertos. Adele expressou sua satisfação com o projeto nas redes sociais, afirmando ter tido "o melhor momento da vida ao adicionar todos os toques pessoais e imersivos" ao Adele World.

## Tracklist
Esta é a lista de músicas do show de abertura em 2 de agosto de 2024. Ela pode não refletir o repertório completo de todas as apresentações:
- Hello;
- Rumour Has It;
- I Drink Wine;
- Water Under the Bridge;
- Easy on Me;
- One and Only;
- I’ll Be Waiting;
- Oh My God;
- Send My Love (to Your New Lover);
- Hometown Glory;
- Love in the Dark;
- Make You Feel My Love;
- Chasing Pavements;
- All I Ask;
- Skyfall;
- Set Fire to the Rain;
- Hold On;
- When We Were Young;
- Someone Like You;
- Rolling in the Deep.